# Маріано Гарріго
Маріано Гарріго (нар. 1810; дата смерті невідома) — президент Гондурасу упродовж 10 днів у серпні 1839 року.